# 尼古拉斯羅梅羅

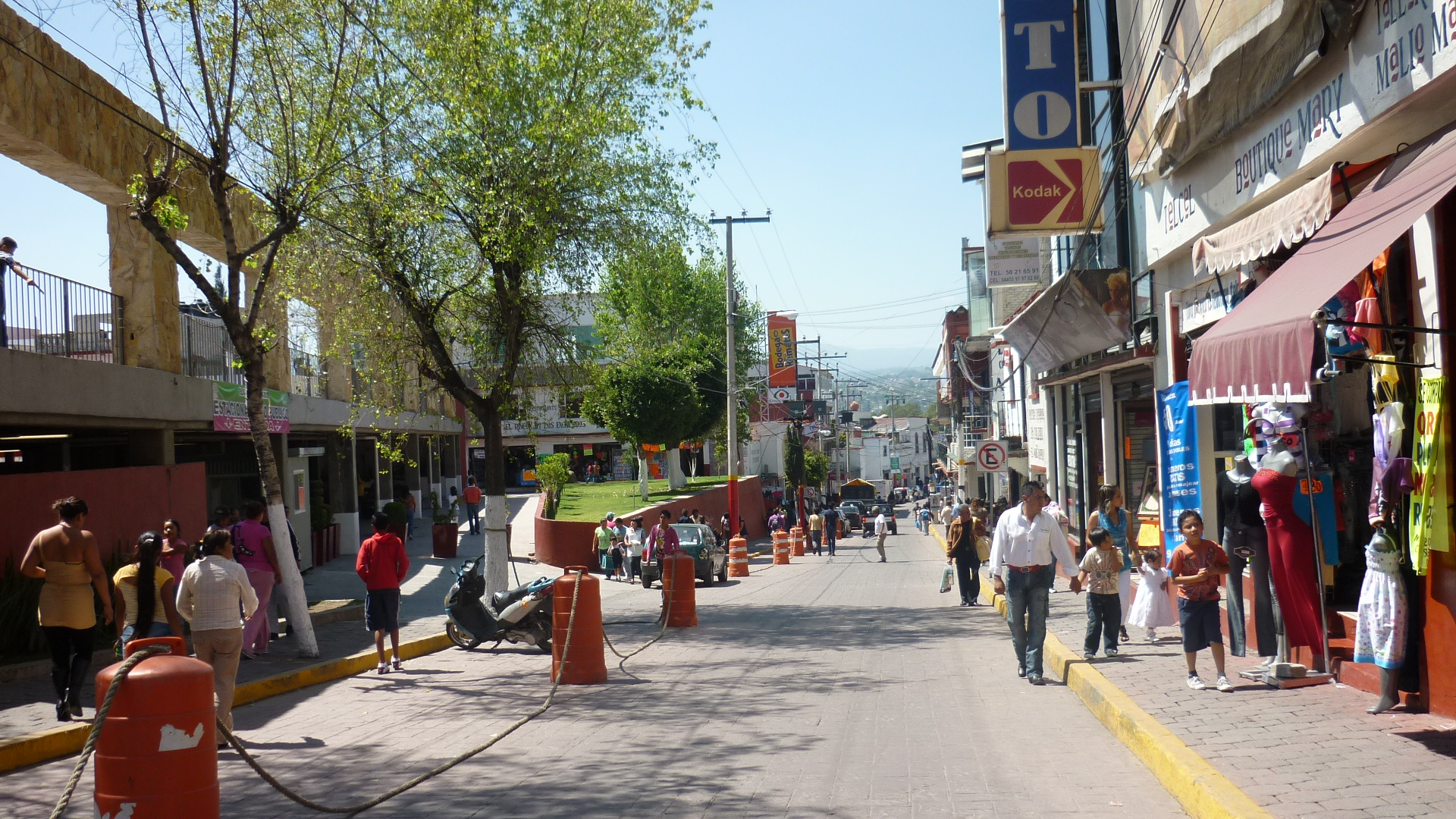

尼古拉斯羅梅羅是墨西哥的城市，由墨西哥州負責管轄，距離托盧卡58公里，始建於1537年，面積234平方公里，海拔高度3,700米，2005年人口306,516。

## 外部連結
- Ayuntamiento de Nicolás Romero Official website

19°35′N 99°22′W / 19.583°N 99.367°W